# Ƣ

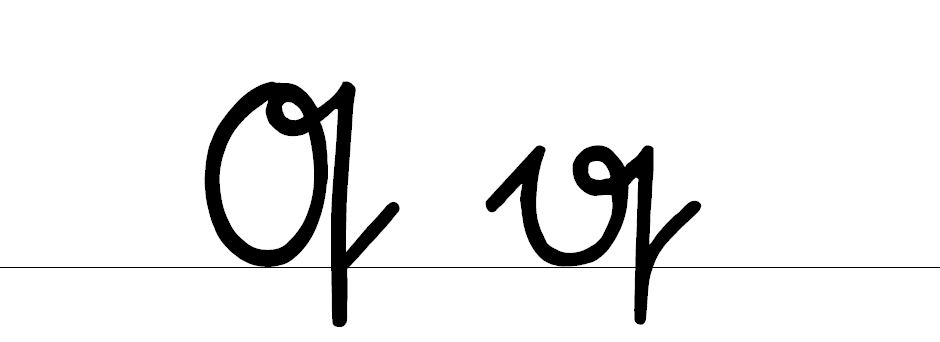
Psací varianta Ƣ

Ƣ (minuskule: ƣ) je dnes již nepoužívané písmeno latinky. Bylo zavedeno ve 20. letech 20. století v tzv. janalifu – nové latinské abecedě sloužící pro zápis turkických jazyků užívaných na území Sovětského svazu. Písmeno se přestalo užívat ve 30. letech po zastavení projektu janalifu a nuceném přechodu všech jazyků SSSR na upravenou cyrilici. V nových latinských abecedách vytvořených pro zmíněné jazyky v 90. letech se již písmeno Ƣ nevyskytuje.

## Nahrazení písmene Ƣ
| Jazyk       | Cyrilice (30. léta) | Nová latinka (90. léta) |
| ----------- | ------------------- | ----------------------- |
| azerština   | Ғ                   | Ğ                       |
| baškirština | Ғ                   | Ɣ                       |
| jakutština  | Ҕ                   | Ɣ                       |
| tatarština  | Ғ                   | Ğ *                     |
| ujgurština  | Ғ                   | GH *                    |
| uzbečtina   | Ғ                   | G'                      |

- * Poznámka: Nová latinka nemá oficiální status.

## Unicode
- majuskule: U+01A2
- minuskule: U+01A3